# Кавалерия и бронетанковые войска в Гражданской войне в Греции

Эмблема Демократической армии Греции.

Гражданская война (1946—1949) стала периодом запоздалой трансформации королевской греческой кавалерии в механизированные и бронетанковые войска.
Однако наряду с новыми войсками, было сочтено необходимым воссоздать и собственно кавалерийские полки. Это был последний раз в истории современной греческой армии, когда кавалерия была использована в боевых действиях.
С другой стороны, Демократическая армия Греции, попыталась воссоздать кавалерийскую бригаду действовавшую в период оккупации Греции странами «оси» (1941—1944). Действия Кавалерийской бригады Демократической армии характеризуются героическими, но в условиях несравнимого численного и технического превосходства королевской армии на земле и полного господства королевской авиации в воздухе не имели перспективы победы.

## Рождение нового рода войск
Решениями 71 и 97/1946 Верховного военного совета, которые были ратифицированы королевским указом 6 июня 1946 года, а затем законом 838 от 21 июня 1946 «О определении рода войск, частей и служб сухопутной армии», среди других родов армии предусматривались Кавалерия — бронетанковые войска (Ιππικό - Τεθωρακισµένα).
Учитывая то, что греческая историография считает датой начала гражданской войны 30 марта 1946 года:Α-295, решение о создании нового рода войск было принято после начала гражданской войны.
Новый род войск являлся продолжением кавалерии, был развёрнут после 16 июня 1946 года и был сформирован из постоянного персонала и резервистов кавалерии, а также из низших офицерских чинов других родов войск

## Формирование новых бронетанковых соединений
Независимо от указов 1946 года, приказ о создании бронетанковых соединений был опубликован в марте 1945 года, сразу по окончании столкновений Народно-освободительной армии Греции (ЭЛАС) с британской армии.
Согласно приказу ΑΠ 98007/ 7/3/1945, Генштаб армии приказывал сформировать II Разведывательный полк, который стал первым соединением нового рода войск.
Для подготовки офицеров Полка была создана школа, в которой ответственность за подготовку приняли на себя англичане.
Школа именовалась «Подготовительный центр для инструкторов бронетанковых войск» и расположилась в зданиях железнодорожного «Ларисского вокзала» в Афинах.
Школа располагала тремя отделениями — радистов, наводчиков орудий и механиков-водителей (Ασυρµάτου — Οπλοµηχανηµάτων- Μηχανοδηγήσεως), в которых обучались кавалерийские офицеры, командированные в новый род войск.
По прошествии двух месяцев, эти офицеры, завершив элементарную подготовку, стали ядром II Разведывательного полка, который начал формироваться в Элевсине с 1 апреля 1945 года, в качестве соединения II дивизии, из персонала воевавшей в 1941 году против Вермахта XIX механизированной дивизии и расформированной 3-й горной бригады.
Первоначально полк использовал технику расформированного 11 го механизированного батальона жандармерии и механизированного батальона полиции полковника Бурандаса, сотрудничавшего с СС и гестапо:808, чьё имя стало нарицательным и одиозным.
Эти механизированные полицейские части были укомплектованы фанатичными антикоммунистами ещё до войны, диктаторским режимом генерала Метаксаса и были использованы в борьбе против греческих городских партизан как немцами, так и англичанами.
В дальнейшем и в таком же составе как и в II Разведывательном полку были созданы:
-XI Разведывательный полк (2403/ 9/3/45)
— IX Разведывательный полк (933489/ 20/5/45).
Офицеры и рядовые этих новых полков прошли подготовку в новом Центре подготовки офицеров (Γενικό Κέντρο Εκπαιδεύσεως Αξιωµατικών — ΓΚΕΑ).
Центр подготовки бронетанковых войск (Κέντρο Εκπαιδεύσεως Τεθωρακισµένων — КЕТ) под названием Школа бронетанковых войск (Σχολή Τεθωρακισµένων) в афинском пригороде Гуди был сформирован в качестве части, которая подчинялась Центру подготовки офицеров (ΓΚΕΑ) приказом генштаба 299162/ 17/2/1946.
Первое ядро инструкторов было уже сформировано с британской помощью в центре подготовки и в школе водителей бронетехники при ΓΚΕΑ, и переподготовкой части инструкторов в британском танковом училище в Египте.
ΚΕΤ располагался в Ахарне и включал в себя:
— Школу бронетехники, функционировавшую в качестве части базовой подготовки
— Часть базовой подготовки призывников.

## Проблема танков Кентавр (А27)
Танки типа Кентавр (А27) были первыми современными танками полученными греческой армией. В мае 1946 года в Грецию прибыли 52 единицы, которые однако были складированы в Центре подготовки бронетехники, где и оставались более 15 месяцев в заброшенном состоянии, поскольку британская миссия не позволяла никому даже подойти ним, аргументируя это тем, что они были непригодны для условий гражданской войны, отсутствием запасных частей и пр.
Наконец в феврале 1947 года, после большого давления со стороны греческой армии, в английскую танковую школу были посланы первые 8 греческих офицеров.
Эти офицеры, сразу после своего возвращения в Грецию, приступили к подготовке танковых экипажей и, одновременно, приступили к введению в строй складированных танков.

## Геополитические перемены
В планах послевоенного устройства, Великобритания полагала, что ей удастся сделать Грецию своим, своего рода, «протекторатом».
Однако её военное вмешательство декабря 1944 — января 1945 годов и безоговорочная поддержка монархистов и бывших коллаборационистов спровоцировали гражданскую войну, к масштабам которой Великобритания не была готова.
Д. Фотиадис пишет, что по самым скромным подсчётам, для содержания своего «протектората», англичане должны были тратить 40 млн золотых фунтов в год.
Осознав что новая война в Греции только началась и что они не потянут эту ношу, в начале 1946 года, англичане обратились к США, с просьбой передать им «свой», по выражению Д. Фотиадиса «феод».
В своём обращении американскому президенту, британская сторона отмечала, что «греческое правительство не продержится и двух недель без немедленного и значительного предоставления американских ресурсов, с тем чтобы обеспечить продовольствием голодающее городское население, а также оружием и боеприпасами находящуюся под огромным давлением (партизан) национальную армию».
22 мая 1947 года президент США Г. Трумэн подписал декрет о помощи Греции (Доктрина Трумэна).
В условиях начавшейся холодной войны, Доктрина предполагала помощь для спасения от «международного коммунизма» не только Греции, но и Турции, создавая предпосылки для создания в будущем южного фланга НАТО.
Будучи не в состоянии нести тяжёлую ношу греческой гражданской войны, англичане «постепенно уступили своё место в Греции американцам», после чего на королевскую греческую армию пролился щедрый поток американского оружия и снабжения.

## Реорганизация кавалерии и бронетанковых войск
В июле 1947 года события на фронтах войны продиктовали необходимость воссоздания 8 конных ил.
Через несколько месяцев, приказом 12002/Α3/1/ 29/4/1948 был сформирован «Α» Разведывательный полк, который включал в себя части не предусмотренные боевым составом:
— Бронетанковая часть Армии
— Бронетанковая ила Пелопоннеса
— Бронетанковая ила охраны центра подготовки (ΚΕΤ).
«Α» Разведывательный полк был подчинён I Корпусу армии.
С апреля 1948 года были последовательно сформированы II, IX и XI илы вооружённые танками «Кентавр».
Годом позже они были переименованы в 381, 382, 383 илы и временно переданы Разведывательным полкам 391, 392, и 393.
С августа 1948 и по сентябрь 1949 года были отмечены следующие перемены в организации частей кавалерии и бронетанковых войск:
— 8 конных ил дивизий были реорганизованы и сформировали два кавалерийских полка. «Β» кавалерийскому полку принадлежали 1-я, 2-я, 9-я и 15-я илы. «Γ» кавалерийскому полку принадлежали 7-я, 8-я, 10-я и 11-я илы.
— Все разведывательные и кавалерийские полки перешли под командование Армии и были распределены между Корпусами армии.
— Согласно приказу ΕΠ 12002/Α3/1-1/ 29/1/1949 генштаба были сформированы новые Разведывательные илы:
371 Разведывательная ила (вооружённая лёгкими разведывательными бронеавтомобилями Humber Scout Car, 372 Разведывательная ила (с Humber Scout Car, 373 Разведывательная ила (вооружённая американскими бронеавтомобилями М8.

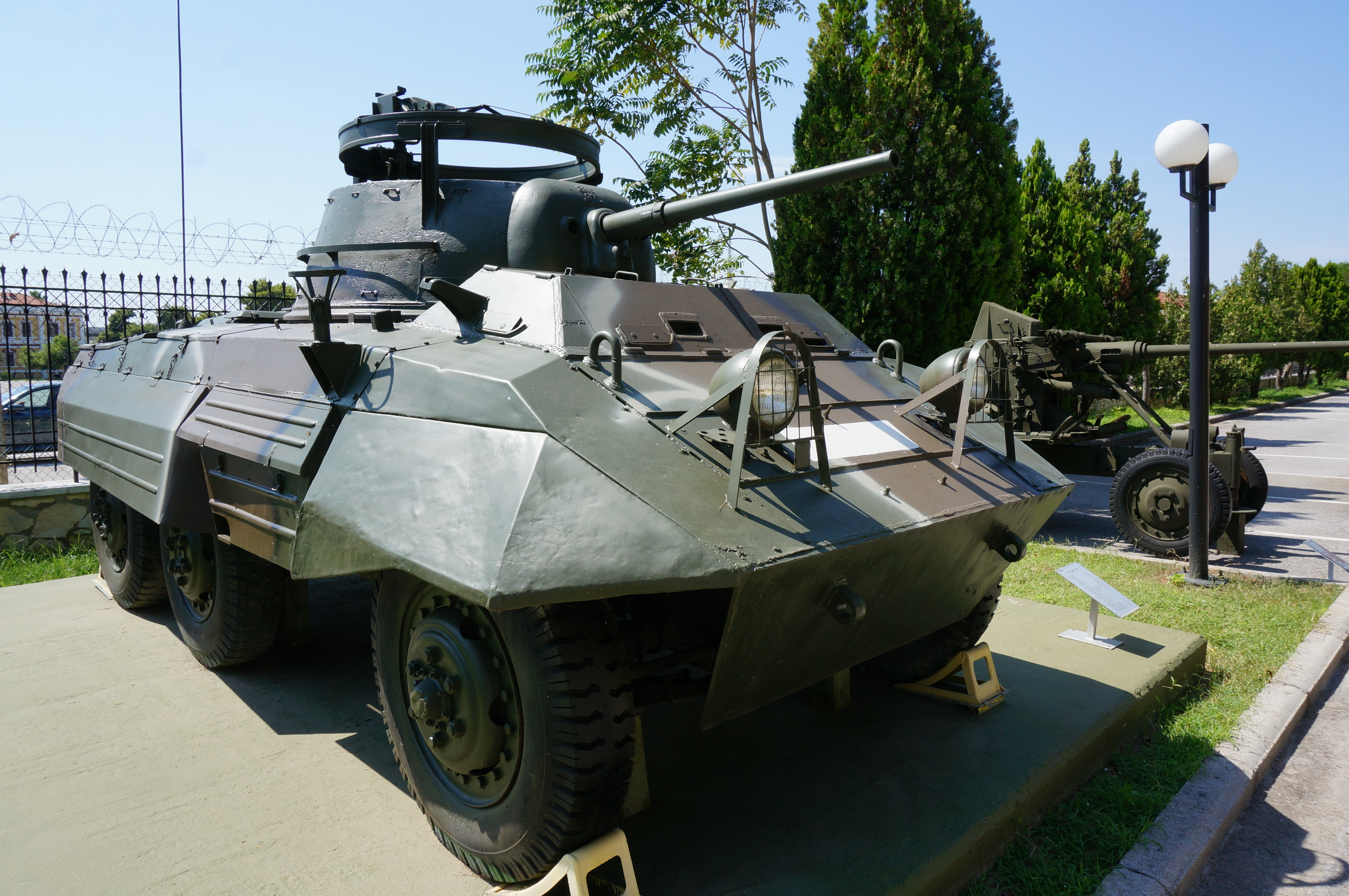
Американский бронеавтомобиль М8. Военный музей в Салониках.

Отметим что в рамках доктрины Трумэна, греческая королевская армия получила 207 единиц бронеавтомобилей М8.
Эти илы в конечном итоге сформировали VIII Разведывательный полк.
Согласно приказу 12357/Α3/1-1/ 29/3/1949 генштаба II, IX и XI танковые илы были предусмотрены в боевом составе следующим образом: 381 (II) ила танков, 382 (IX) ила танков, 383 (XI) ила танков.
Эти илы были временно подчинены соответствующим Разведывательным полкам 391 (II), 392 (IX), 393 (XI).
Позже, согласно приказам генштаба ΓΕΣ 12215/ Α3/1/ 5/10/1949, и основываясь на эти илы, в Салониках был сформирован 391й полк танков Кентавр, который был напрямую подчинён генштабу (∆ιεύθυνση Τεθωρακισµένων — Управление бронетанковых войск).

## Операции против партизан
В целом до начала 1946 года, то есть до начала Гражданской войны, новые бронетанковые соединения оставались в Аттике и их основной задачей была подготовка персонала и техники. Необходимость обеспечения провинций, возникшая с началом деятельности партизан, вынудила к постепенному переходу частей в другие регионы, даже если они находились в стадии подготовки. Таким образом:
— В январе 1946 года одна ила II Разведывательного полка была послана на Пелопоннес.
— 1 июня 1946 года первоначально 2я ила а затем весь IX Разведывательный полк перешли в Фессалию (Военное командование Ларисы).
— 25 июля 1946 года в Македонию перешёл XI Разведывательный полк (Военное командование Салоник).
— 6 января 1947 года II Разведывательный полк перешёл в Фессалию, откуда в Афины вернулся IX полк для завершения своей реорганизации.
В марте 1947 года IX Разведывательный полк повторно перешёл в Фессалию (Военное командование Трикала).
— Одновременно были сформированы Кавалерийские илы, которые позже были сведены в полки, принявшие участие в операциях в различных регионах: Месолонгиона, Ларисы, Кардицы, Янница, Птолемаиды, Серр, Яннин.
С момента своего создания, эти части, вместе с частями которые были сформированы позже, такими как «Α» Разведывательный полк и илы танков Кентавр (которые в конечном итоге сформировали 391й Разведывательный полк) непрерывно принимали участие в операциях.
В силу специфики военных действий в Гражданскую войну, соединения кавалерии и бронетанковых войск, использовали в боях маленькие части, обычно размерами в илу и уламос (четверть роты), в то время как боевое расположение частей покрывало почти всю (материковую) страну.
Во всех случаях вмешательство этих маленьких частей имело своим укрепление чувства безопасности верного королевскому правительству населения.
Участие всей массы бронетанковых войск на завершающем этапе Гражданской войны в горах Вици решительным образом повлияло на победный, для королевской армии, исход войны.
В ходе гражданской войны на бронетанковые войска были возложены следующие задачи:
— Разведка, патрулирование, сопровождение колонн и засады.
— Участие в операциях зачистки.
— Поддержка пехоты.
Особенно следует отметить усилия приложенные экипажами для использования и максимальной отдачи старой и многократно использованной техники находившейся в их руках.
Отличная подготовка и боевой дух экипажей объясняют тот факт, что бронетехника доходила в труднопроходимые даже для пехотинцев регионы, где огнём прямой наводкой нейтрализовывала доты партизан, которые нельзя было уничтожить другим способом.
В силу распылённости бронетанковых и кавалерийских сил по всей (материковой) стране, рассматривается их деятельность на уровне полков.

### II Разведывательный полк
II Разведывательный полк принял активное участие в операциях с первого же момента своего перехода в Ларису.
Его илы были распределены в самых важных городах и стратегических точках Фессалии и Западной Македонии. Особенно тяжёлым для полка стал 1947 год.
Один уламос (четверть илы) 2й илы полка отразил первый налёт партизан против города Флорина. Его командир, С. Иконому, преследовал партизан и неприкрытым вёл огонь из пулемёта установленного на бронемашине. В ходе преследования был убит выстрелом стрелкового оружия в лоб.
Другой уламос 2-й илы отбил налёт партизан в регионе города Гревена.
Ударная ила полка изгнала партизан с равнины Ларисы, в особенности из сёл озера Карла, где ежедневно отмечались вооружённые стычки.
Кульминацией деятельности полка стал 1948 год.
22 февраля ударная ила устроила засаду на дороге Лариса — Волос, где нанесла партизанам большие потери.
В августе части полка приняли участие в операциях по зачистке гор Грамос и 12 августа два уламос 3й илы ввязались в бой в регионе города Каламбака.

### IX Разведывательный полк
IX Разведывательный полк принял участие в операциях в Фессалии, Средней Греции, Западной Македонии, Пелопоннесе и, в особенности, в Эпире.
2я ила полка была первой бронетанковой частью принявшей участие в операциях в Фессалии и Западной Македонии, и позже перешла и постоянно находилась в Эпире.
2я ила приняла участие в отражении налёта партизан против города Коница в декабре 1947 года.
Части 2-й илы приняли участие в боях в горах Мургана в сентябре 1948 года, перекрыв путь 750 партизанам Демократической армии, пытавшимся перейти из Мурганы в Загори.
1-я ила полка приняла участие в бою за город Эласон и спасла город Фарсала 5 апреля 1948 года.
В бою за город Кардица приняла участие 3-я ила, которая защитила город вместе с частями других родов войск.
Значительным был вклад полка в операциях в горах Грамос в 1948 году и завершающих сражениях войны в горах Грамос и Вици в 1949 году.

### XI Разведывательный полк
XI Разведывательный полк контролировал весь регион Македонии и регион Западная Фракия. Илы полка действовали постоянно разрознено, в то время как 2-я ила была предоставлена на протяжении почти всего периода войны в регионе города Кавала.
Чтобы удовлетворить многочисленные запросы на предоставление частей, полк сумел невероятными усилиями своего персонала использовать старую британскую бронетехнику, которая была оставлена англичанами в Салониках и сформировала таким образом две дополнительные илы.
В ходе атаки партизан против города Науса в декабре 1948 года, части полка удержали город, несмотря на понесённые ими потери.
Бронемашины и 2 танка из IX илы танков Кентавр прибыли первыми на поддержку остатков разгромленного гарнизона.
Однако самым большим успехом полка было преследование партизан после обстрела Салоник в декабре 1948 года.
Обстрел не преследовал военной цели, а был лишь военно-политическим актом для создания впечатлений и пропаганды — ведь речь шла о втором городе страны, о столице Македонии.
Группа партизан (по разным оценкам от 200 до 1000 человек) подошла к Салоникам на расстояние 8 км и в течение часа (02:30 — 03:30) выпустила по городу 40 снарядов из трофейного немецкого 75 мм орудия. Хотя целью этого пропагандистского обстрела были в основном склады и казармы, в ходе обстрела погибли 6 и были ранены 7 гражданских лиц.
Командование III Корпуса армии организовало погоню. Партизаны были на рассвете обнаружены самолётами королевской авиации на своём пути к базам в горах Крусиа.
Однако бронемашины полка, вместе с XI илой танков, успели перерезать все возможные пути их отступления и нанесли им потери в бою при Асвестохори. Окончательный разгром этой группы партизан был достигнут на равнине у города Лангадас и при их попытке переправиться через озеро Св. Василия.
Обстрел обошёлся Демократической армии в сотню убитых и более сотни пленных.
111 пленных партизан предстали перед военным трибуналом в Салониках, 52 были осуждены к смертной казни, 15 на длительные сроки заключения, 44 были оправданы.

### «Α» Разведывательный полк
«Α» Разведывательный полк, хотя и был сформирован позже остальных, успел принять участие в боях в регионах городов Волос, Лариса, Трикала, Каламбака и полуострова Пелопоннес.
Последний был зоной действий героической ΙΙΙ дивизии Демократической армии, «Дивизии мёртвых», как она в силу своих потерь будет названа в будущем греческой историографией.
16 апреля 1948 года 3й уламос 2й илы «Α» Разведывательного полка, сопровождая колонну 70 военных грузовиков из Спарты в Триполи подвергся атаке 800 партизан. Две впереди идущие бронемашины были отсечены огнём партизан. Одна из них была взорвана вместе с экипажем, экипаж второй продолжил бой, пока не подошли силы 4го уламоса и ударной илы и партизаны не отошли.
1 июля 1948 года партизаны атаковали гарнизон городка Лехена на западе Пелопоннеса и, пытаясь исключить вмешательство бронетехники заложили мины и устроили засады.
Однако уламосы бронетехники из городов Амальяс, Пиргос и Эйон, а также гарнизон города Патры сходящимися колоннами сорвали блокаду Лехена.

## Танковые части
С середины 1948 года в бои постепенно стали вступать илы танков «Кентавр», которые были подчинены II, IX, и XI Разведывательным полкам. Деятельность этих ил рассматривается отдельно от полков, в подчинении которых они находились.

### 381(ΙΙ) ила танков II Разведывательного полка
Эта ила была сформирована в центре подготовки (ΚΕΤ) и перевезена в Ларису, для дальнейшего продвижения к городу Кастория, которому угрожали партизаны с близлежащей горы Грамос.
С первых же дней прибытия илы в Ларису, танкам были поручен ряд задач, аналогичной задачи полученной ночью 18 июля, когда было подвергнуто нападению село Сикурион, где оборонялась рота иррегулярных монархистов.
Одно только появление танков послужило сигналом для отхода партизан.
Та же самая ила в начале августа 1948 года с успехом приняла участие в операциях в горах Грамос.
20 сентября 1948 года танки защитили город Кастория, а на следующий день приняли участие в атаке на стратегическую высоту Янни Кефали в горах Грамос.
В течение нескольких минут два танка сумели взобраться на эту стратегическую высоту, стабилизируя позиции пехоты.
10 сентября 1948 года погиб командир илы К. Схинас. Схинас вёл свою илу к государственной границе с Албанией и его танк был подбит фаустпатроном.

### 382 (IX) ила танков IX Разведывательного полка
IX Разведывательная ила была доставлена на большом десантном корабле в город Превеза, после чего своим ходом перешла в столицу Эпира, город Янина. Через 42 часа после своего прибытия, ила предприняла свои первые операции. Один уламос илы, вместе с уламос бронемашин и взводом пехоты, опрокинули позиции партизан по линии Аэторахи — Песта.
С 1 до 4 августа танки перешли реку Каламас, с целью поддержать пехоту в направлении Касидиарис — Грамос — Мургана.
В октябре 1948 года IX ила была переведена в город Лариса и её части с успехом приняли участие в бою за город Кардица.
К концу войны, ила была переведена в города Козани и Янина и приняла участие в завершающих сражениях 1949 года в горах Грамос и Вици.

### 383 (XI) ила танков XI Разведывательного полка
XI ила танков была также сформирована в столичном центре подготовки (ΚΕΤ) и перевезена на большом десантном корабле в Салоники. Части этой илы действовали в Центральной и Восточной Македонии.
23/6/1948 года уламос XI илы танков успешно действовал в секторе Гран Короне (Килкис). Вмешательство другой группы танков илы спасло городок Просоцани в Восточной Македонии.
К концу войны действия партизан в Восточной Македонии — Фракии ослабли и ила была переброшена на запад, где приняла участие в операциях у города Науса и в завершающих операциях в горах Грамос и Вици.

## Кавалерия
В ходе Гражданской войны кавалерия была резервом командования королевской армии для разрешения экстренных ситуаций. В большинстве случаев кавалерия сотрудничала с соединениями бронемашин и в нескольких случаях с танковыми соединениями. В начальном этапе войны кавалерия была организована в независимые (отдельные) илы, по одной на каждую пехотную дивизию, но в конце 1948 года был сформирован «Β» Кавалерийский полк, а затем Γ Кавалерийский полк.

### 1я конная ила
1я конная ила принял участие в операциях в горах Парнас, Геликон, Гьона, Вардусия, Эта, Отрис, Калидромон, Хасия и Андихасия. Особенно успешными были действия 1й конной илы при обороне города Кардица (11—18 декабря 1948 года).

### 2я конная ила
2я конная ила действовала в регионе городка Неаполис у Козани и приняла участие в операциях 1948 года в горах Грамос. В особенности отличилась в бою у села Софадес у города Кардица в Фессалии.

### 7я конная ила
7я конная ила действовала в Восточной Македонии — Фракии в регионах городов Алистриатис, Дидимотихон, Орестиас, гор Пангеон, Родопы и Чал даг.

### 8я конная ила
8я конная ила действовала в основном в Эпире, в регионах Сули, Загори и Мургана.

### 9я конная ила
9я конная ила действовала в горах Аграфа, Отрис и на фессалийской равнине. Ила приняла удар основных сил партизан, включая Кавалерийскую бригаду Демократической армии, в их дерзком налёте на Кардицу.

### 10я конная ила
Эта конная ила действовала в восточномакедонских регионах Серр, Меникио, Неа-Зихни.

### 11я конная ила
Эта конная ила действовала в основном в Центральной Македонии.

### 15я конная ила
15я конная ила базировалась в западномакедонской Птолемаиде.
18 декабря 1948 года, при переходе в Фессалию, у села Софадес региона Кардицы, ила подверглась атаке партизанских сил. Бой длился 24 часа. Иле удалось с успехом отбить атаку.

### «Β» Кавалерийский полк
Полк был сформирован в Ларисе 24 декабря 1948 года из 1й, 2й, 9й и 15й ил.
Полк отмечен участием в бою 6 марта 1949 года на фессалийской равнине, в ходе которого части Кавалерийской бригады Демократической армии, в своей попытке совершить дерзкий рейд к селу Паламас, были окружены и понесли тяжёлые потери.
Т. Псимменос, историк и бывший партизан, будучи свидетелем тех событий, пишет что в окружении и бою против двух ил кавалеристов Демократической армии, приняли участие «Β» Кавалерийский полк правительственных войск, 3 пехотных батальона, 30 танков, 10 самолётов и все иррегулярные отряды монархистов региона.

### «Γ» Кавалерийский полк
Этот полк был сформирован 1 марта 1949 года в городе Килкис из 7й, 8й и 10й конных ил. Регион деятельности полка был расширен до пограничных с Турцией и Болгарией рек Эврос и Арда.
28 марта 1949 года, кавалеристы полка перекрыли путь партизанам пытавшимся перейти из региона Корона в горы Крусиа-Кердилиа.
К концу войны, 10 октября 1949 года полк перешёл в пограничный с Турцией город Орестиас.

## Завершающие операции войны
В операциях в горах Вици (10-16 августа) 1949 года, под кодовым названием Пирсо́с II (Πυρσός Β — Факел II) были задействованы почти все располагаемые правительственной армией бронемашины и танки.
Несмотря на горный террен, минные поля и разрушение дорог партизанами, танки и бронемашины выполнили все поставленные им задачи и первыми вышли к государственной границе с Албанией.
Особенно отличились танки в занятии высот Полената и 1685 10/8/1949, в наступлении к позиции Лесиц, в нейтрализации пулемётных дотов на высоте Пророка Ильи, обстреле высоты 1707, в подавлении сопротивления партизан в направлении Ватохори — Пиксос, нейтрализации сопротивления на высоте Баба западнее перешейка озера Преспа.
В ходе операции «Пирсос III» в горах Грамос, использование бронетехники было ограниченным в силу исключительно сложного террена. Бронетехника была использована в основном для безопасного передвижения армейских колонн.
Результативной была деятельность одного уламос танков в регионе села Агиос Христофорос. Значительным был также вклад другого танкового уламос в занятии высоты Псорьярика.

## Кавалерийская бригада Демократической армии

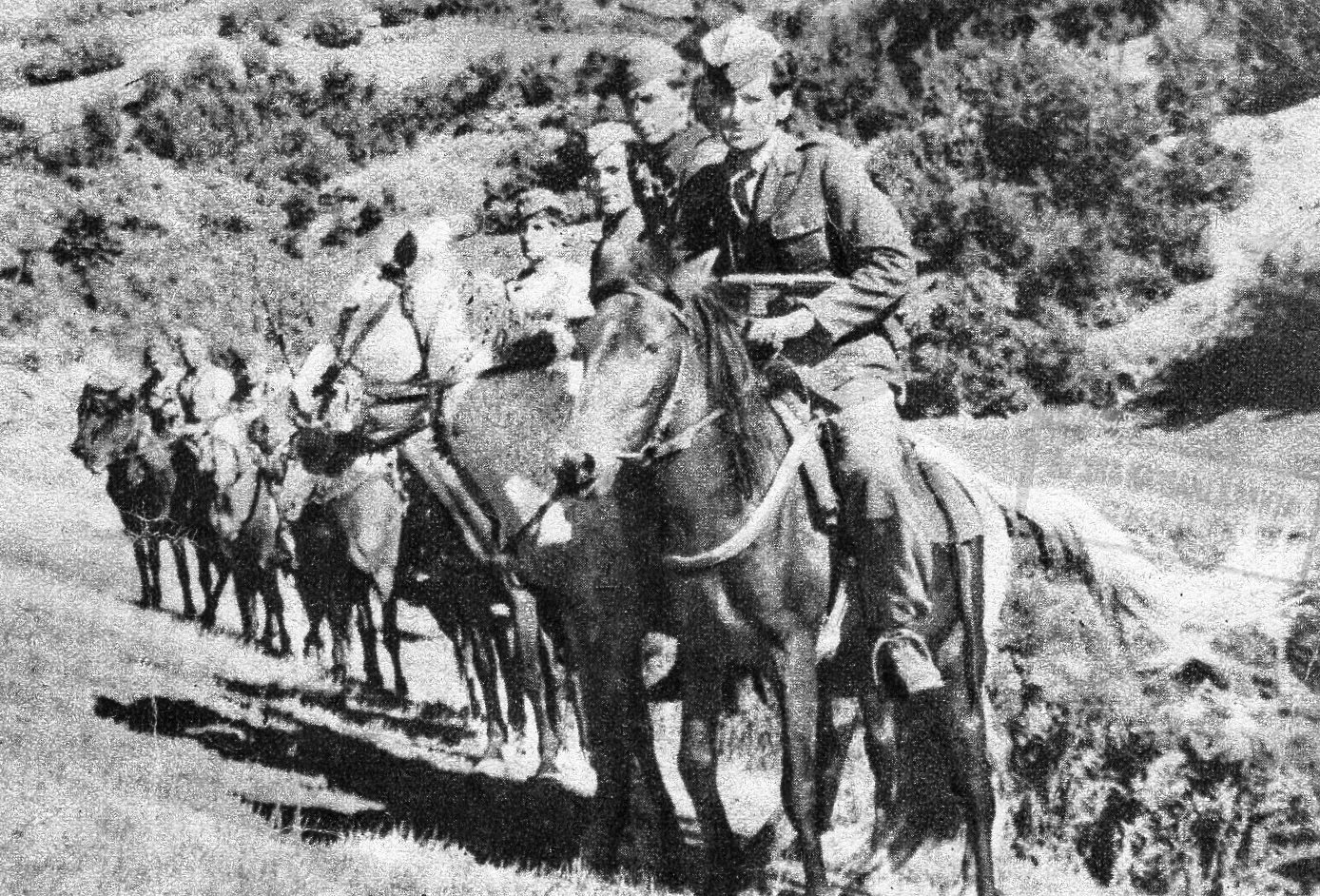
Кавалеристы Демократической армии.

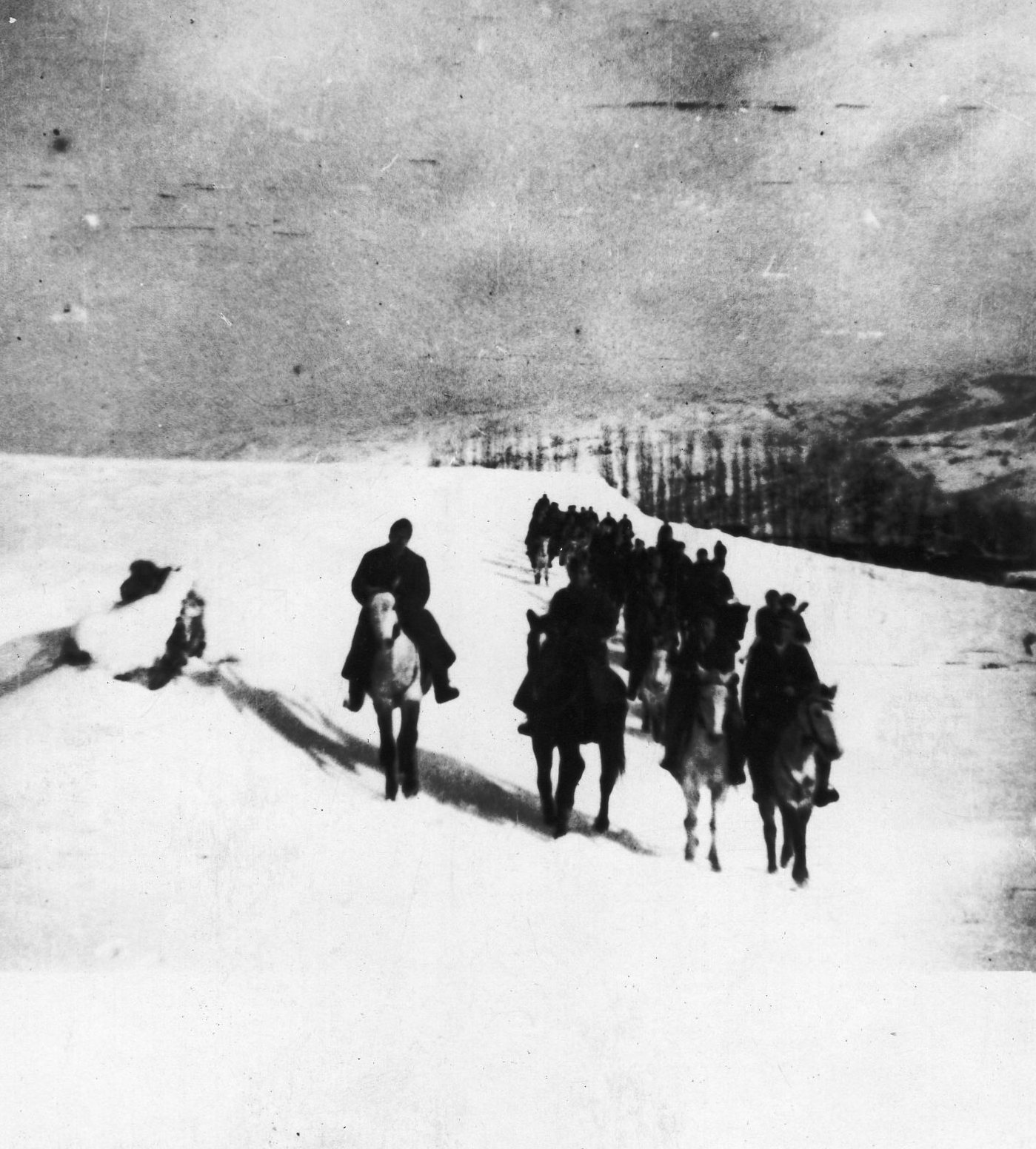
Кавалеристы Демократической армии на переходе.

С началом гражданской войны Демократическая армия Греции, попыталась воссоздать кавалерийскую бригаду действовавшую в период оккупации страны (1941—1944).
Инициатором воссоздания Бригады выступил «капитан Газис» (Периклис Иконому) воевавший в оккупацию в рядах Кавалерийской бригады ЭЛАС, который и стал командиром Кавалерийской бригады Демократической армии.
Однако условия для создания Бригады были намного худшими по сравнению с периодом оккупации.
Кроме того что значительная часть населения поддерживала правительственные войска или соблюдала нейтралитет, получив бронетанковую и авиационную технику от англо-американцев, правительственная армия обеспечила почти полный контроль равнинных регионов, не имея к тому же противника в воздухе.
Кроме того, неразрешимой проблемой для расширения Бригады было её обеспечение конями.
В силу этого, в том что касается численности личного состава, Бригада не соответствовала своему имени. При занятии города Кардица в 1948 году, отмечено участие 300 кавалеристов Бригады, которая к тому времени перешла в подчинение I дивизии ДАГ.
Фатальный для неё бой в Добрузи в марте 1949 года, Бригада приняла в уменьшенном боевом составе — только две илы по два уламос с 30 кавалеристами каждый.
К тому же, как свидетельствует Т. Псимменос, только одна из ил была полностью обеспечена конями.
В составе бригады были и женщины-кавалеристки, которых К. Гридзонас именует «амазонками», чего не было в Бригаде ЭЛАС.
При всей своей малочисленности, Кавалерийская бригада, не ограничилась поддержкой пехотных соединений Демократической армии, и своими налётами на равнинные районы держала в напряжении жандармерию и иррегулярные отряды монархистов, которые терроризировали население.
В одном из таких налётов в марте 1949 года на село Паламас, Бригада была окружена полком правительственной кавалерии, поддерживаемым танками, артиллерией и авиацией, и понесла невосполнимые для неё потери — 90 убитых и раненных.
В результате этого боя, Бригада в действительности перестала существовать как отдельное соединение Демократической армии.

## После гражданской войны
С завершением Гражданской войны, в октябре 1949 года, три илы танков Кентавр были сведены в 391-й танковый полк.
Кентавры были заменены на американские танки M47, складированы и в 1962 году были проданы на лом.
Один уцелевший Кентавр сегодня представлен в танковом музее греческой армии.
Кавалерия перестала существовать как отдельный род войск.
Греция вступила в НАТО в феврале 1952 года, организация её бронетанковых и механизированных войск следует натовским стандартам и начиная с середины 50-х годов в составе греческой армии стали формироваться бронетанковые бригады и дивизии.